# Johann Friedrich Kasimir von Hentschel
Johann Friedrich Kasimir von Hentschel auf Gutschdorf (* 1637; † 1698 in Breslau) war ein schlesischer Adliger, Beamter und Politiker. 

## Leben
Er stammte aus dem Adelsgeschlecht Hentschel von Gutschdorf. Seine Eltern waren der kaiserliche Hofdiener und Sekretär des königlichen Mannrechts zu Schweidnitz-Jauer Johann Hentschel auf Gutschdorf (* 1603; † 1641 in Schweidnitz) und Rosina Katharina geb. Fischer von Kroschwitz. 
Johann Friedrich Kasimir von Hentschel war Ritter des Ordens vom Heiligen Grab, Kanzler und Rat des fürstlichen Stifts St. Vinzenz in Breslau. Später diente er als fürstlicher Liechtensteiner und Lobkowitzer Rat sowie Deputierter der schlesischen Konvente, darauf auch als Kanzleidirektor der fürstlichen Regierung in Sagan. Schließlich ernannte ihn Kaiser Leopold I. zum Rat und königlichen Amts- und Landesdirektor von Breslau. Unter seinen Handschriften blieb sein Vorschlag zur Verbesserung des schlesischen Steuerwesens erhalten. Am 31. Oktober 1668 erlangte er von Kaiser Leopold I. den alten Ritterstand und Vermehrung seines Wappens. Hentschel war Herr der Güter Guhlau, Girlsdorf, Johannesthal, Baumgarten und Jexau. Laut Inschrift über dem Portal von Schloss Guhlau erwarb er 1668 nach Aussterben der Ronau den Landsitz, den er bis zu seinem Tod 1698 besaß.

## Familie
Aus seiner Ehe mit Maria Theresia von Wendlingen († 1699) ging der Sohn Johann Gottfried Joseph von Hentschel (* 1668; † 1747 in Prag) hervor. Letzterer war Kurmainzer und Bamberger Rat, welcher am 25. November 1701 von Kaiser Leopold den Reichs-, Panier- und Freiherrenstand erhielt. Des Weiteren war er Herr der ererbten väterlichen Güter, der noch Ende des 18. Jahrhunderts in Znaim lebte und ohne männliche Erben starb.